# Dennis O’Kelly

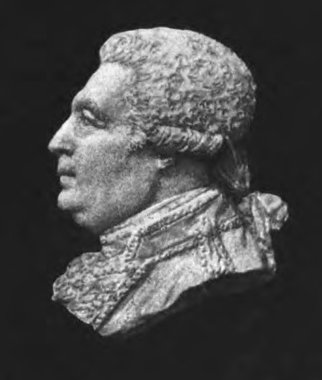
Büste von Dennis O’Kelly

Der Ire Dennis O’Kelly (* 1728?; † 1787) ist eine der schillerndsten Gestalten in der Geschichte des Galopp-Rennsports und der Zucht von Pferden der Rasse Englisches Vollblut.

## Leben
Er schlug sich mit 20 Jahren mehr recht als schlecht in London durch. Zeitweise saß er wegen Schulden im Fleet-Gefängnis und verrichtete dort Kellnerdienste für seine Mithäftlinge. Die Liebschaft mit einer bekannten Londoner Lebedame, Charlotte Hayes, ließ ihn zu Geld kommen, mit dem er das Offizierspatent eines Lieutenant-Colonels im Westminster Regiment der Grafschaft Middlesex und damit erste gesellschaftliche Respektabilität erwarb.

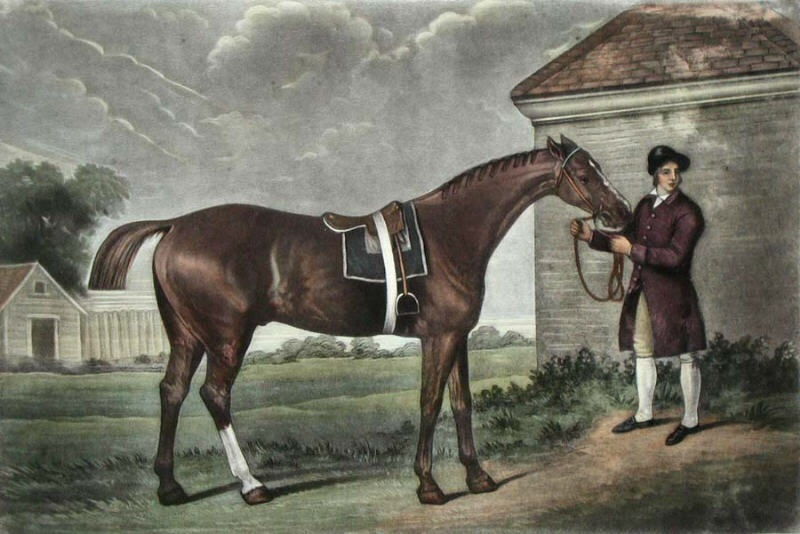
Eclipse in Newmarket, George Stubbs (1724–1806)

Berühmt wurde er als furchtloser Glücksspieler und Wetter. So wettete er am 29. Mai 1769 in Ascot, dass er alle Pferde eines Rennens in der richtigen Reihenfolge ihres Zieleinlaufs benennen könne. Es war das zweite Rennen des damals noch fast unbekannten Eclipse und er wettete „Eclipse first, the rest nowhere“, womit er meinte, dass Eclipse das Rennen gewinnen wird, aber alle anderen Konkurrenten beim Zieldurchlauf von Eclipse noch nicht den Distanzpfosten erreicht hätten (ca. 240 yards vor dem Ziel) und somit als »nowhere« = »ferner liefen« zu werten seien. Nach den damaligen Regeln wurde damit die exakte Reihenfolge des Zieleinlaufs unbeachtlich (Heats).
Eclipse gewann das Rennen so überlegen wie von O’Kelly vorausgesagt – wie auch alle seine späteren 16 Rennen. Nach diesem Ascot-Rennen kaufte O’Kelly Eclipse zunächst zur Hälfte, später ganz für insgesamt 1.750 Guineas. In der nachfolgenden Rennlaufbahn konnte O’Kelly mit Eclipse fast keine Wettgewinne mehr erzielen, denn kaum jemand wollte noch gegen Eclipse wetten. Als Renn- und Zuchtpferd verdiente Eclipse für O’Kelly circa 25.000 £, nach heutigem Geldwert einige Millionen €. Mit diesen Einkünften und später denen mit einigen anderen populären Deckhengsten konnte der Emporkömmling O’Kelly den prächtigen Lebensstil eines Gentlemans bestreiten.
O’Kelly starb zwei Jahre vor Eclipse, der die finanzielle Grundlage seines Wohlstands gelegt hatte.